# Lalić

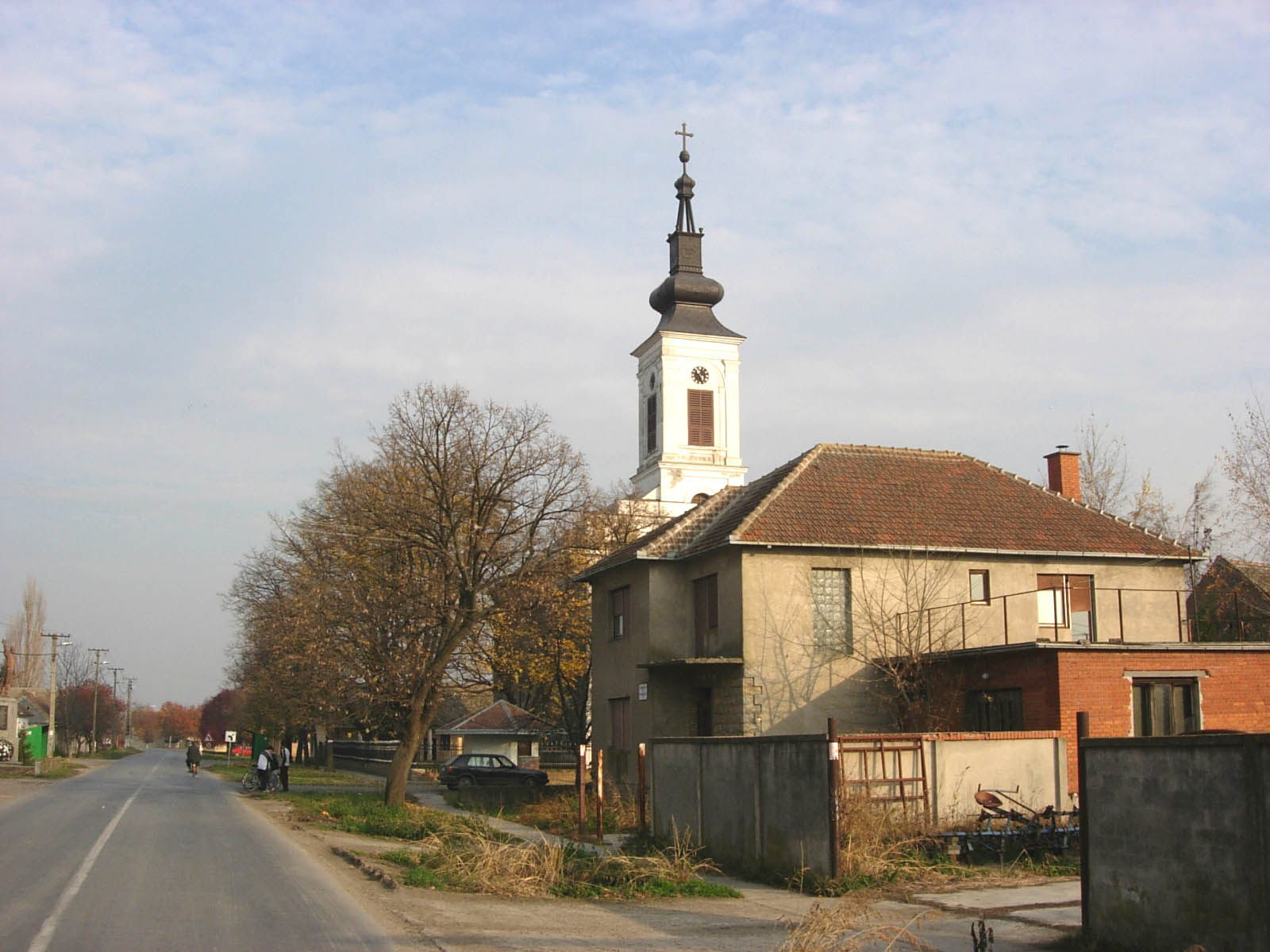
L'église orthodoxe serbe de Lalić

Lalić (en serbe cyrillique : Лалић ; en hongrois : Liliomos) est une localité de Serbie située dans la province autonome de Voïvodine. Elle fait partie de la municipalité d'Odžaci dans le district de Bačka occidentale. Au recensement de 2011, elle comptait 1 340 habitants.
Lalić est officiellement classé parmi les villages de Serbie.

## Démographie

### Évolution historique de la population
| 1834  | 1900  |
| ----- | ----- |
| 3 147 | 3 337 |

| 1948  | 1953  | 1961  | 1971  | 1981  | 1991  | 2002  | 2011  |
| ----- | ----- | ----- | ----- | ----- | ----- | ----- | ----- |
| 2 365 | 2 351 | 2 351 | 2 125 | 1 859 | 1 699 | 1 646 | 1 340 |

|  |

## Personnalité
Le poète Proka Jovkić (1886-1915), connu sous le pseudonyme de Nestor Žučni, est né dans le village.